# Lány, Mellersta Böhmen
Lány är en by och kommun i Tjeckien. Den är belägen i regionen Mellersta Böhmen, i den centrala delen av landet, 30 km väster om huvudstaden Prag. Lány ligger 426 meter över havet och antalet invånare är 2 252.